# Coniothyrium phormii
Coniothyrium phormii är en svampart som beskrevs av Speg. 1912. Coniothyrium phormii ingår i släktet Coniothyrium och familjen Leptosphaeriaceae.   Inga underarter finns listade i Catalogue of Life.